# 三吉隆亮
三吉 隆亮（みよし たかすけ）は、戦国時代から安土桃山時代にかけての武将。備後国三次郡三吉郷の比叡尾山城を本拠とする国人・三吉氏の当主。はじめは大内氏に属し、後に毛利氏に属する。

## 生涯
備後国三次郡三吉郷の比叡尾山城を本拠とするの国人である三吉氏の当主・三吉致高の子として生まれる。大内義隆から「隆」の偏諱を与えられ、隆亮と名乗った。
三吉氏が毛利氏に属する以前から、一族の女性もしくは隆亮の妹である三吉氏が毛利元就の継室となっており、天文21年（1552年）に元就の五男・毛利元秋、天文24年（1555年）に六男・出羽元倶、永禄3年（1560年）に八男・末次元康を生んでいる。
天文22年（1553年）4月3日、父の致高と共に毛利元就・隆元父子に面会し、忠勤を誓約する起請文を提出して毛利氏に帰属した。三吉氏は天文年間末には備後国で6000余石を領したとされる。
弘治3年（1557年）12月2日に毛利元就・隆元父子と毛利氏に属する備後国の諸領主が連名で乱暴狼藉を行った兵に対する処罰や勝手な陣払いの禁止を誓約した傘連判状形式の起請文に「三吉式部少輔隆亮」と署名している。
永禄2年（1559年）に備中国へ出陣し、同年5月9日に毛利元就・隆元父子は粟屋元堅を使者として隆亮に礼を述べる書状を送っている。
永禄4年（1561年）10月4日付けの厳島神社大鳥居の棟札写では、毛利氏一門、安芸国や備後国の国人、毛利氏家臣の順で名前が並んでいるが、毛利元就、毛利隆元、小早川隆景、吉川元春に次いで「備州 三吉式部少輔 隆亮」と署名している。
永禄5年（1562年）には尼子氏と戦うため石見国や出雲国に出陣しており、同年7月28日に毛利元就らが出雲国飯石郡赤穴に進軍したのに続いて、翌7月29日に隆亮も赤穴に陣を進めている。また、同日には竺雲恵心に宛てて、石見国や出雲国の情勢等を伝える書状を送っている。
元就死去後の元亀4年（1573年）4月10日には、嫡男の広高と共に、元就・隆元以来の盟約を確認する起請文を毛利輝元と交わしており、毛利氏に属した後も自立的な性格を有していた。
隆亮や広高は高野山金剛峯寺の小坂坊と書状のやり取りを行っており、年不詳であるが、隆亮は家臣の祝亮俊を取次として小坂坊に逆修（生前供養）の相談を行っている。
天正16年（1588年）5月16日に死去。嫡男の広高が後を継いだ。
隆亮死去の翌月の閏5月28日に広高は城福寺某を使者として高野山金剛峯寺の塔頭寺院である小坂坊に書状を2通送って、前年は九州に出陣していたため書状に返事が出来なかったことを詫びて銀子1包を送ると共に、父・隆亮の死去を報じて、内々にお頼みしているので御入魂に預かれれば本望であると伝えている。

## 偏諱を与えた人物
- 祝亮俊